# NASCAR Cup Series at Texas Motor Speedway

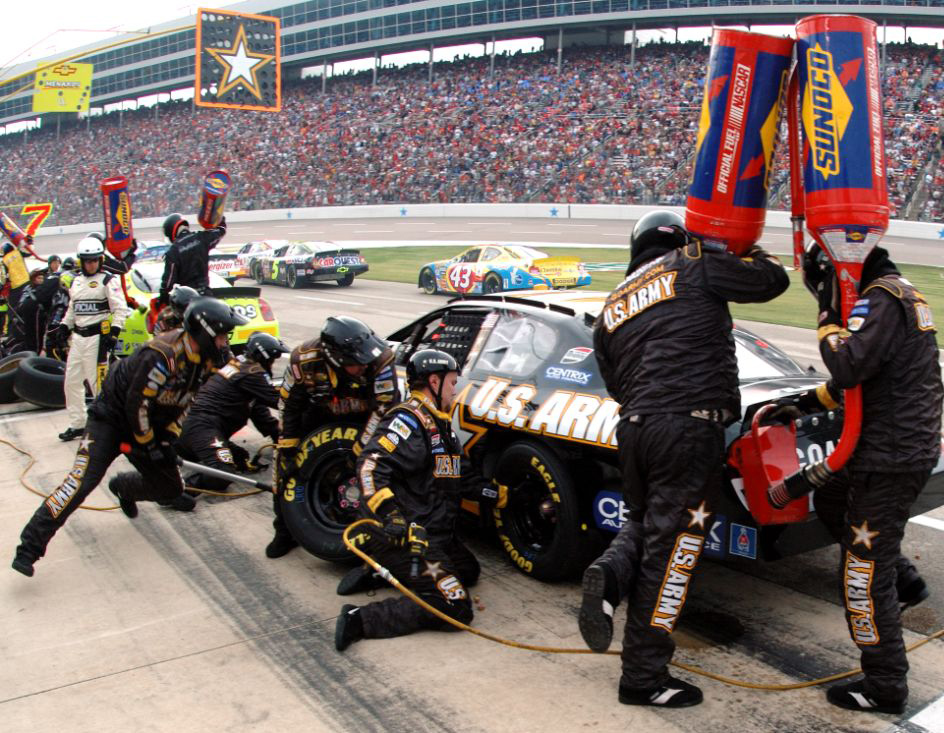
Arrêt au stand lors du Dickies 500 de 2006.

La NASCAR Cup Series at Texas Motor Speedway (anciennement dénommé Autotrader EchoPark Automotive 500 ou 400 ou AAA Texas 500) est une course automobile organisée par la NASCAR comptant pour le championnat des NASCAR Cup Series. Elle se déroule sur le circuit dénommé Texas Motor Speedway situé à Fort Worth dans l'État du Texas aux États-Unis.
La première édition s'est déroulée le 6 novembre 2005. La course a toujours débuté en fin d'après-midi pour se terminer pendant la nuit, un peu comme au Coca-Cola 600 du mois de mai. Elle n'est cependant pas considérée comme une course nocturne. La course a lieu chaque année lors du premier weekend de novembre. Les propriétaires du circuit ont exprimé leur intérêt pour changer la date de la course car elle correspond également au week-end d'ouverture de la saison de chasse au cerf au Texas.
Le trophée remis au vainqueur de la course est en forme de bottes de cow-boy. Traditionnellement, le pilote gagnant porte un chapeau de cow-boy et tire quelques coups de feu en l'air sur la victory lane.
Jimmie Johnson possède le record du plus grand nombre de victoires (5), l'écurie Hendrick Motorsports en a gagné huit, tandis qu'au niveau des manufacturiers, Chevrolet en a gagné onze.

## Caractéristiques
- Piste :
  - Revêtement : asphalte
  - Longueur circuit : 1,5 milles (2,4 km)
  - Nombre de virages : 4
  - Inclinaison (Banking) :
    - Virages 1 et 2 : 20°
    - Virages 3 et 4 : 24°
    - Lignes droites : 0°

- Course 
  - Dès 2023 : 
    - Longueur : 400 milles (644 km)
    - Nombre de tour : 267
    - Segment 1 : 80 tours
    - Segment 2 : 85 tours
    - Segment 3 : 102 tours

  - Entre 2020 et 2022 : 
    - Longueur : 501 milles (806 km)
    - Nombre de tour : 334
    - Segment 1 : 85 tours
    - Segment 2 : 85 tours
    - Segment 3 : 164 tours

- Record du tour de piste 
  - 22,542 secondes par Paul Tracy en 2001 à l'occasion d'une course du championnat de CART FedEx Championship Series.

## Logos

Logo de 2010 à 2019.
Logo de 2020 à 2022.
Logo depuis 2023.

## Palmarès
| Année | Date             | Pilote         | Écurie                   | Châssis   | Course | Course          | Course          | Course            | Note       |
| ----- | ---------------- | -------------- | ------------------------ | --------- | ------ | --------------- | --------------- | ----------------- | ---------- |
| Année | Date             | Pilote         | Écurie                   | Châssis   | Tours  | Miles (km)      | Durée           | Moyenne (miles/h) | Note       |
| 2005  | 6 novembre       | Carl Edwards   | Roush Racing             | Ford      | 334    | 501 (806,281)   | 3 h 19 min 00 s | 151,055           |            |
| 2006  | 5 novembre       | Tony Stewart   | Joe Gibbs Racing         | Chevrolet | 339    | 508,5 (818,351) | 3 h 46 min 11 s | 134,891           | [ Note 1 ] |
| 2007  | 4 novembre       | Jimmie Johnson | Hendrick Motorsports     | Chevrolet | 334    | 501 (806,281)   | 3 h 49 min 05 s | 131,219           |            |
| 2008  | 2 novembre       | Carl Edwards   | Roush Fenway Racing      | Ford      | 334    | 501 (806,281)   | 3 h 28 min 26 s | 144,219           | [ Note 2 ] |
| 2009  | 8 novembre       | Kurt Busch     | Team Penske              | Dodge     | 334    | 501 (806,281)   | 3 h 24 min 18 s | 147,137           |            |
| 2010  | 7 novembre       | Denny Hamlin   | Joe Gibbs Racing         | Toyota    | 334    | 501 (806,281)   | 3 h 34 min 01 s | 140,456           |            |
| 2011  | 6 novembre       | Tony Stewart   | Stewart-Haas Racing      | Chevrolet | 334    | 501 (806,281)   | 3 h 16 min 51 s | 152,705           |            |
| 2012  | 4 novembre       | Jimmie Johnson | Hendrick Motorsports     | Chevrolet | 335    | 502,5 (808,695) | 3 h 41 min 30 s | 136,117           | [ Note 1 ] |
| 2013  | 3 novembre       | Jimmie Johnson | Hendrick Motorsports     | Chevrolet | 334    | 501 (806,281)   | 3 h 18 min 05 s | 151,754           |            |
| 2014  | 2 novembre       | Jimmie Johnson | Hendrick Motorsports     | Chevrolet | 341    | 511,5 (823,179) | 3 h 52 min 05 s | 132,239           | [ Note 1 ] |
| 2015  | 8 novembre       | Jimmie Johnson | Hendrick Motorsports     | Chevrolet | 334    | 501 (806,281)   | 3 h 38 min 38 s | 137,490           |            |
| 2016  | 6 novembre       | Carl Edwards   | Joe Gibbs Racing         | Toyota    | 293    | 439,5 (707,306) | 3 h 16 min 00 s | 134,541           | [ Note 3 ] |
| 2017  | 5 novembre       | Kevin Harvick  | Stewart-Haas Racing      | Ford      | 334    | 501 (806,281)   | 3 h 29 min 52 s | 143,234           |            |
| 2018  | 4 novembre       | Kevin Harvick  | Stewart-Haas Racing      | Ford      | 337    | 505.5 (813.523) | 3 h 21 min 27 s | 150,558           | [ Note 1 ] |
| 2019  | 3 novembre       | Kevin Harvick  | Stewart-Haas Racing      | Ford      | 334    | 501 (806,281)   | 3 h 44 min 44 s | 133,759           |            |
| 2020  | 25 au 28 octobre | Kyle Busch     | Joe Gibbs Racing         | Toyota    | 334    | 501 (806,281)   | 3 h 42 min 14 s | 135,263           | [ Note 4 ] |
| 2021  | 17 octobre       | Kyle Larson    | Hendrick Motorsports     | Chevrolet | 334    | 501 (806,281)   | 3 h 42 min 54 s | 134,859           |            |
| 2022  | 25 septembre     | Tyler Reddick  | Richard Childress Racing | Chevrolet | 334    | 501 (806,281)   | 4 h 21 min 53 s | 114,784           |            |
| 2023  | 24 septembre     | William Byron  | Hendrick Motorsports     | Chevrolet | 267    | 400 (643,738)   | 3 h 14 min 28 s | 123,569           |            |
| 2024  | 14 avril         | Chase Elliott  | Hendrick Motorsports     | Chevrolet | 276    | 414 (666,267)   | 3 h 33 min 14 s | 116,492           | [ Note 1 ] |
| 2025  | 4 mai            | Joey Logano    | Team Penske              | Ford      | 271    | 406,5 (654,197) | 3 h 28 min 40 s | 116,885           | [ Note 1 ] |

Notes :
1. 1 2 3 4 5 6  Course prolongée en raison d'une arrivée Green-white-checker.
2. ↑  Carl Edwards devient le premier pilote à remporter la même année les deux courses organisées sur le Texas Motor Speedway.
3. ↑  Course raccourcie à cause de la pluie.
4. ↑  La course a été interrompue le dimanche 25 octobre à cause de la pluie et n'a pu reprendre que le mercredi 28 octobre le mauvais temps ayant persisté.

## Pilotes multiples vainqueurs
| Nbr. Vict. | Pilote         | Saison                       |
| ---------- | -------------- | ---------------------------- |
| 5          | Jimmie Johnson | 2007, 2012, 2013, 2014, 2015 |
| 3          | Carl Edwards   | 2005, 2008, 2016             |
| 3          | Kevin Harvick  | 2017, 2018, 2019             |
| 2          | Tony Stewart   | 2006, 2011                   |

## Écuries multiples gagnantes
| Nbr. Vict. | Écurie               | Saison                                         |
| ---------- | -------------------- | ---------------------------------------------- |
| 8          | Hendrick Motorsports | 2007, 2012, 2013, 2014, 2015, 2021, 2023, 2024 |
| 4          | Stewart-Haas Racing  | 2011, 2017, 2018, 2019                         |
| 4          | Joe Gibbs Racing     | 2006, 2010, 2016, 2020                         |
| 2          | Roush Fenway Racing  | 2005, 2008                                     |
| 2          | Team Penske          | 2009, 2025                                     |

## Victoires par marque de voiture
| Nbr. Vict. | Marque    | Saison                                                           |
| ---------- | --------- | ---------------------------------------------------------------- |
| 11         | Chevrolet | 2006, 2007, 2011, 2012, 2013, 2014, 2015, 2021, 2022, 2023, 2024 |
| 6          | Ford      | 2005, 2008, 2017, 2018, 2019, 2025                               |
| 3          | Toyota    | 2010, 2016, 2020                                                 |
| 1          | Dodge     | 2009                                                             |